# André Vreugdenhil
André Vreugdenhil (29 december 1977) is een voormalig Nederlands schaatser die vanaf het seizoen 2001-2002 op een Belgische licentie ging schaatsen.

## Biografie
André Vreugdenhil begon als schaatstalent in Nederland met een zilveren medaille op het WK voor junioren in 1997. Vanaf dat jaar ging hij schaatsen voor het Sanex-team. In de jaren die volgden kon hij zich geen enkele maal plaatsen voor een groot kampioenschap. Wel wist hij in 1997 en 1998 de Gruno Bokaal te winnen. Vreugdenhil besloot daarop om de weg van Bart Veldkamp te volgen en werd na Veldkamp de tweede schaatsbelg. Daar wist hij in 2002 de zesde plek op te eisen (met een derde plek op de 500 meter in 37,15) tijdens het Europees Kampioenschap in Erfurt. Als gevolg daarvan werd hij met de Uni-Köln Award 2002 onderscheiden tot Schaatser van het Jaar. Het seizoen daarop kon hij niet aan het EK in Heerenveen deelnemen wegens een peesirritatie.
In 2004 werd Vreugdenhil in Grefrath Belgisch allroundkampioen.
Tijdens het EK Allround 2006 in Hamar werd Vreugdenhil 28e. Daarna besloot hij te stoppen met topsport. In het seizoen 2006-2007 en 2007-2008 is hij meerijdend cameraman bij het verslag van de Essent KNSB Cup op SBS6.

## Persoonlijke records
| Afstand      | Tijd     | Datum            | Baan    |
| ------------ | -------- | ---------------- | ------- |
| 500 meter    | 36,71    | 19 januari 2002  | Hamar   |
| 1000 meter   | 1.12,79  | 19 januari 2002  | Hamar   |
| 1500 meter   | 1.49,46  | 4 november 2005  | Calgary |
| 3000 meter   | 3.56,27  | 15 november 2002 | Erfurt  |
| 5000 meter   | 6.37,99  | 5 november 2005  | Calgary |
| 10.000 meter | 14.04,22 | 6 januari 2002   | Erfurt  |

## Resultaten
| jaar | NK Afstanden                   | EK Allround | WK Sprint | Wereldbeker                    | WK Junioren |
| ---- | ------------------------------ | ----------- | --------- | ------------------------------ | ----------- |
| 1997 |                                |             |           |                                | Zilver      |
| 1999 | 22e 1500m 14e 5000m 9e 10.000m |             |           |                                |             |
| 2000 | 14e 500m                       |             |           |                                |             |
| 2001 |                                |             |           | 23e 1000m 15e 1500m 10e 5k/10k |             |
| 2002 |                                | 6e          | 29e       | 36e 5k/10k                     |             |
| 2003 |                                | -           | -         | 0* 5k/10k                      |             |
| 2004 |                                | NC19        | -         | 41e 5k/10k                     |             |
| 2005 |                                | NC23        | -         | 0* 5k/10k                      |             |
| 2006 |                                | NC28        | 41e       | 0* 5k/10k                      |             |

- = geen deelname
0* = wel deelgenomen, maar geen punten behaald
NC# = niet gekwalificeerd voor de laatste afstand, maar wel als # geklasseerd in de eindrangschikking

### Medaillespiegel
| kampioenschap     | goud | zilver | brons |
| ----------------- | ---- | ------ | ----- |
| EK Allround       | 0    | 0      | 0     |
| Olympische Spelen | 0    | 0      | 0     |
| WK Sprint         | 0    | 0      | 0     |
| WK Junioren       | 0    | 1      | 0     |